# Алексиев, Добри
Добри Алексиев Стефанов (7 октября 1914, Милкёвци Третье Болгарское царство (теперь Перникская область Болгария — 2 февраля 2004, София) — болгарский политический и государственный деятель, заслуженный деятель торговли Болгарии (1979). Герой Социалистического Труда (НРБ) (1984).

## Биография
С 1931 года – член РМС, с 1934 года — БКП. За коммунистическую деятельность в 1933 году был исключён из школы.
Работал строителем. В 1936 году был арестован и провёл год в тюрьме. С 1938 по 1941 год — инструктор РМС и член райкома РМО в Софии. В апреле 1941 года арестован  и отправлен в лагерь, откуда бежал в сентябре 1943 года и вернулся в Софию, где стал членом райкома БКП и секретарём райкома. Одновременно был членом Обкома БКП в Софии и членом ЦК РМС.
После окончания войны — на партийной работе. Затем трижды занимал должность заместителя министра внешней торговли Болгарии (1949—1952, 1956—1962, 1965—1971). В 1954—1956 годах — торговый представитель Болгарии в СССР. В 1962—1964 годах — заведующий планово-экономическим отделом при ЦК БКП. В 1971—1976 годах работал торговым представителем Болгарии в Чехословакии.
В 1948—1958 годах — член Центральной контрольно-ревизионной комиссии ЦК БКП. С 1958 до 1962 года — кандидат в члены ЦК БКП.

## Источник
- Аврамов, А. Трудовата слава на България, Държавно издателство д-р Петър Берон, 1987, с. 228